# Premier Amour (film, 1939)
Pour les articles homonymes, voir Premier Amour.
Pour plus de détails, voir Fiche technique et Distribution.
Premier Amour (titre original : First Love) est un film américain en noir et blanc réalisé par Henry Koster, sorti en 1939.

## Synopsis
Le film est une réécriture de Cendrillon : l'orpheline Connie Harding est envoyée chez sa riche tante et oncle. Bien qu'elle soit accueillie à bras ouverts, sa cousine Barbara lui rend la vie difficile. Lorsqu'il y a un bal où le prince sera également présent, elle met tout en œuvre pour que Connie ne soit pas présente. Pourtant, elle obtient la permission de son oncle et bientôt le prince Ted tombe sous son charme...

## Fiche technique
- Titre : Premier Amour
- Titre original : First Love
- Réalisation : Henry Koster
- Scénario : Bruce Manning et Lionel Houser d'après Cendrillon
- Photographie : Joseph A. Valentine
- Montage :	Bernard W. Burton
- Musique : Charles Previn, Hans J. Salter, Frank Skinner (non crédités)
- Producteurs : Henry Koster, Joe Pasternak
- Société de production et de distribution : Universal Pictures
- Pays de production : États-Unis
- Langue : Anglais
- Format : noir et blanc -  1.37:1  - son : Mono (Western Electric Mirrophonic Recording)
- Genre : Comédie musicale
- Durée : 84 minutes
- Dates de sortie :
  - États-Unis : 10 novembre 1939
  - France : 4 avril 1947

## Distribution
- Deanna Durbin : Constance Harding
- Robert Stack : Ted Drake
- Eugene Pallette : James Clinton
- Helen Parrish : Barbara Clinton
- Lewis Howard : Walter Clinton
- Leatrice Joy : Grace Shute Clinton
- June Storey : Wilma van Everett
- Frank Jenks : Mike
- Kathleen Howard : Miss Wiggins
- Thurston Hall : Anthony Drake
- Marcia Mae Jones : Marcia Parker
- Samuel S. Hinds : Mr. Parker
- Doris Lloyd : Mrs. Parker
- Charles Coleman : George, le boucher de Clinton
- Jack Mulhall : Terry
- Lucille Ward : la cuisinière de Clinton
- Mary Treen : Agnes
- Dorothy Vaughan : Ollie
- Larry Steers : Invité au bal